# De Haan
De Haan (franska:Le Coq) är en kommun i Belgien.   Den ligger i provinsen Västflandern och regionen Flandern, i den nordvästra delen av landet, 100 km nordväst om huvudstaden Bryssel. Antalet invånare är 12 484.
Runt De Haan är det ganska tätbefolkat, med 248 invånare per kvadratkilometer.